# Język cayuse
Język cayuse – bardzo słabo poznany niesklasyfikowany język plemienia Cayuse. Język wymarły w latach 30. XX wieku. 

## Historia
Używany był na początku XIX wieku w północno-wschodnim Oregonie i w południowo-wschodnim Waszyngtonie. Indianie Cayuese zawierali wiele związków małżeńskich z Indianami Nez Percé, co doprowadziło do dwujęzyczności dorosłych Cayuese. Jednak dzieci z tych związków mówiły w większości już wyłącznie w języku Nez Percé. W 1888 roku H. W. Henshaw z Bureau of American Ethnology odnotował 6 dorosłych Cayuese mówiących jeszcze językiem cayuse. W 1964 roku Bruce Rigsby dowiedział się, że ostatni użytkownik języka cayuse zmarł w latach 30. XX wieku.

## Opis
Nie jest dobrze udokumentowany. Listę słownictwa sporządził Hale w 1846 roku, badania nad językiem prowadzili: William Mcbean (1859), H. W. Henshaw (1888), Melville Jacobs (1930–1931), Vern F. Rey (1931–1932), Theodore Stern (1963) i Bruce Rigsby (1964). W 1969 roku Rigsby dokonał kompilacji materiałów na temat język cayuse.   
Wiadomo, że fonetyka języka cayuse była złożona, gramatyka została poznana szczątkowo.